# Berezna
Berezna (ukránul: Березово) település Ukrajnában, Kárpátalján, a Huszti járásban.

## Fekvése
Huszttól északkeletre, Herincse és Alsóbisztra közt fekvő település.

## Története
Berezna neve a szláv berezna (= nyírfás) szóból származik. 
Kenézi telepítésű falu, melyet még a Lipcsei földesurak: a Bilkei, Lipcsei, Bilkei Gorzó és Úrmezei családok telepítettek Herincse és Ökörmező falvakkal együtt.
1910-ben 2216 lakosából 276 magyar, 164 német, 1774 román volt. Ebből 1874 görögkatolikus, 325 izraelita volt. A trianoni békeszerződés előtt Máramaros vármegye Huszti járásához tartozott.

## Népessége
| 2001 | 3 000 |